# 10367 Sayo
10367 Sayo este un asteroid din centura principală de asteroizi.

## Descriere
10367 Sayo este un asteroid din centura principală de asteroizi. A fost descoperit pe 31 decembrie 1994 la Ōizumi de Takao Kobayashi. El prezintă o orbită caracterizată de o semiaxă mare de 2,35 ua, o excentricitate de 0,15 și o înclinație de 2,7° în raport cu ecliptica.